# 洛纳泰切皮诺
洛纳泰切皮诺（義大利語：Lonate Ceppino），是意大利瓦雷泽省的一个市镇。总面积4平方公里，人口4854人，人口密度1213.5人/平方公里（2009年）。国家统计（ISTAT）代码为012089。